# Beatrycze z Yorku
Księżniczka Beatrycze, Pani Edoardo Mapelli-Mozzi (Beatrice Elizabeth Mary, ur. 8 sierpnia 1988 w Londynie) – członkini brytyjskiej rodziny królewskiej; księżniczka Zjednoczonego Królestwa z dynastii Windsorów, córka Andrzeja, księcia Yorku i jego żony, Sary, księżnej Yorku, wnuczka królowej Elżbiety II; znajduje się w linii sukcesji brytyjskiego tronu.

## Rodzina i edukacja
25 stycznia 1988 Pałac Buckingham ogłosił, że drugi syn królowej Elżbiety II, Andrzej, książę Yorku i jego żona Sara, księżna Yorku spodziewają się narodzin swojego pierwszego dziecka.
Księżniczka Beatrycze urodziła się 8 sierpnia 1988 roku o godzinie 8:18 w Portland Hospital w Londynie.
Jej dziadkami byli ze strony ojca Filip, książę Edynburga, urodzony w greckiej rodzinie królewskiej i Elżbieta II, królowa Zjednoczonego Królestwa od 1952 do 2022 roku, wywodząca się z rodu Windsorów; natomiast ze strony matki major Ronald Ferguson i jego pierwsza żona, Susan Wright.
Ma młodszą siostrę, księżniczkę Eugenię.
Imiona księżniczki zostały podane przez jej rodziców po 22 sierpnia brzmiały: Beatrycze (na cześć księżniczki Beatrycze, córki królowej Wiktorii), Elżbieta (na cześć babki) i Maria (na cześć królowej Marii). Jej pierwsze imię miało zostać zasugerowane przez królową, której nie podobało się imię zaproponowane przez Andrzeja i Sarę – Annabel.
Została ochrzczona w kościele anglikańskim w Kaplicy Królewskiej Pałacu Świętego Jakuba dnia 20 grudnia 1988. Jej rodzicami chrzestnymi zostali: cioteczny brat ojca wicehrabia Linley (później 2. hrabia Snowdon), księżna Roxburghe (później lady Jane Dawnay), Peter Palumbo, Gabrielle Greenall i Carolyn Cotterell.
Beatrycze rozpoczęła swoją edukację w 1991 roku w Upton House School w Windsorze. W latach szkolnych znana była jako Beatrice York.
W 1995 została uczennicą Coworth Park School w Surrey. Od 2000 uczęszczała do szkoły dla dziewcząt St George’s School w Ascot i pełniła funkcję przewodniczącej samorządu uczniowskiego.
W 1995 u księżniczki rozpoznano dysleksję.
We wrześniu 2011 ukończyła studia na kierunku historia i historia idei na Uniwersytecie Londyńskim.

## Kariera zawodowa

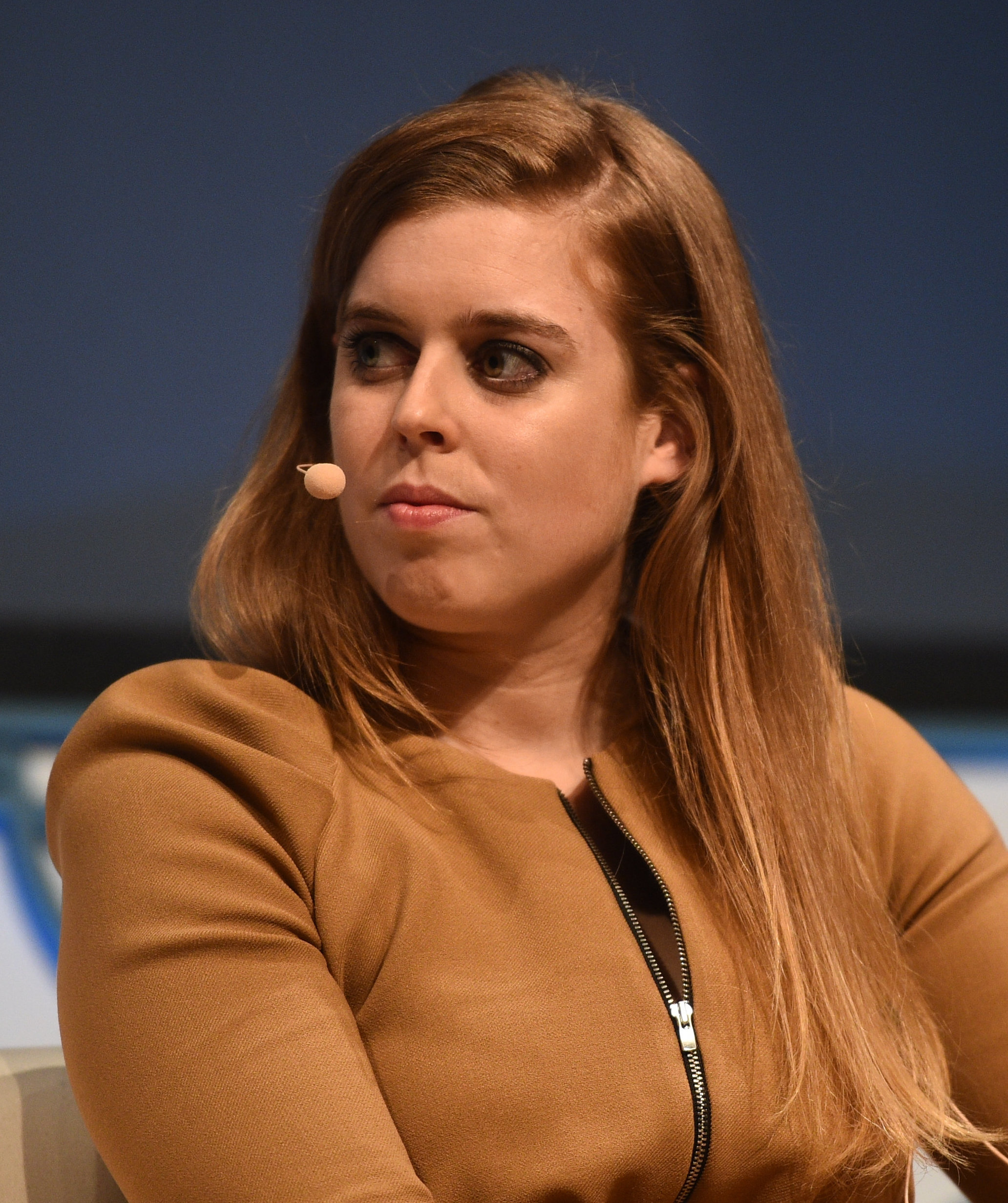
Księżniczka Beatrycze podczas Web Summit Forum w 2018

W styczniu 2014 rozpoczęła pracę w londyńskiej siedzibie firmy Sony.
W lutym 2015 tymczasowo przeprowadziła się do Stanów Zjednoczonych, aby wziąć udział w kursie finansowym.
Od sierpnia 2016 pracuje jako konsultantka biznesowa firmy Afiniti.

## Członkini rodziny królewskiej

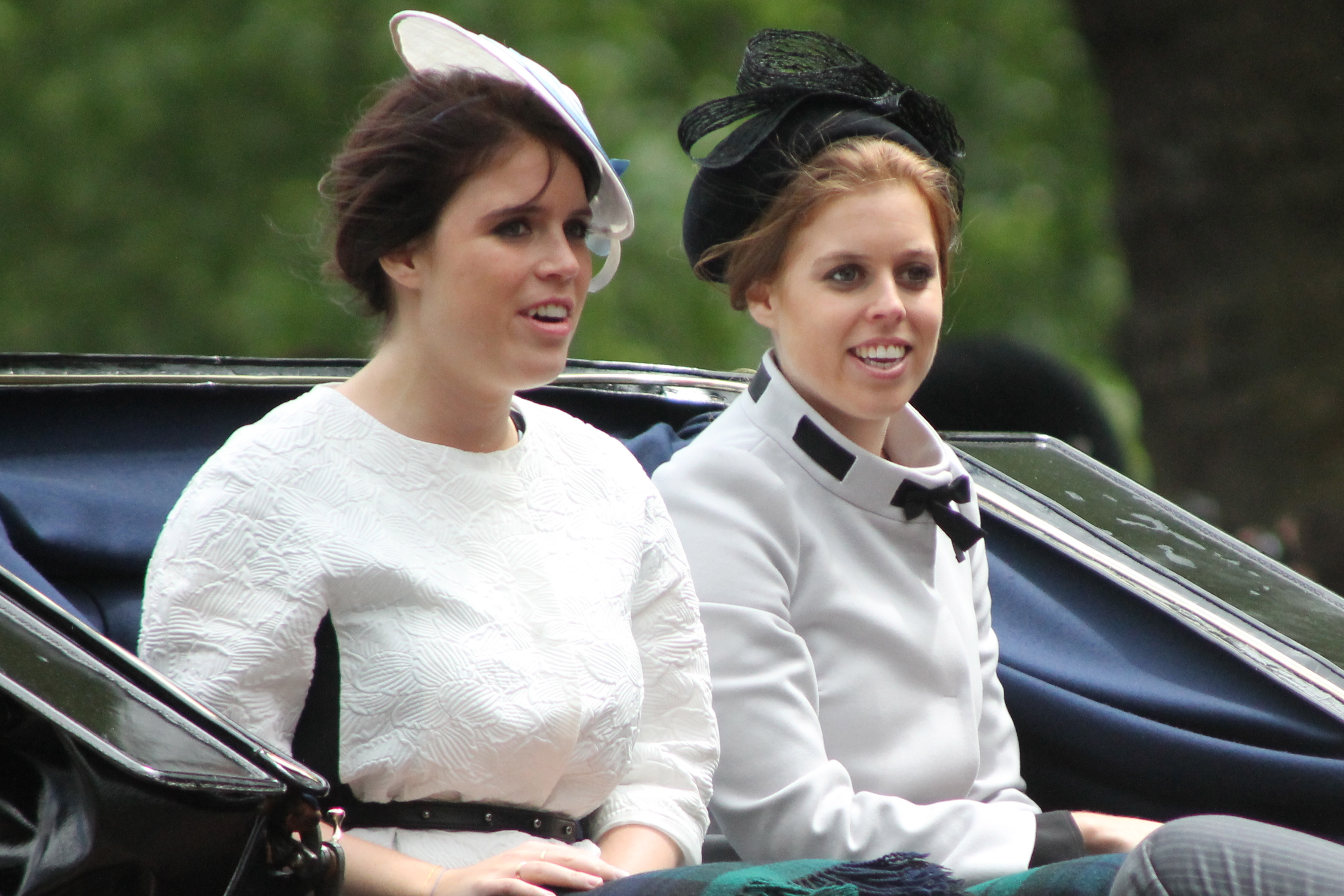
Księżniczka Beatrycze z siostrą Eugenią podczas parady wojskowej Trooping the Colour (czerwiec 2013)

Księżniczka Beatrycze urodziła się za panowania swojej babki, królowej Elżbiety II. Jako wnuczka brytyjskiego monarchy w linii męskiej, uprawniona była od urodzenia do używania predykatu Jej Królewskiej Wysokości Księżniczki Zjednoczonego Królestwa oraz tytułu księżniczki Yorku, związanego z tytułem jej ojca.
Po urodzeniu została wpisana na piąte miejsce w linii sukcesji brytyjskiego tronu, za księciem Karolem, księciem Wilhelmem, księciem Henrykiem i księciem Andrzejem. Do 2 maja 2015 pozostawała pierwszą kobietą w kolejności dziedziczenia tronu, a została wyprzedzona przez córkę stryjecznego brata, księżniczkę Karolinę.
30 maja 1996 rodzice księżniczki rozwiedli się, ale kontynuowali wspólną opiekę nad dziećmi.
We wrześniu 1997 dołączyła do członków rodziny królewskiej w czasie pogrzebu Diany, księżnej Walii w opactwie westminsterskim.
W 2002 księżniczka Beatrycze pojechała do Rosji, gdzie spotkała się z dziećmi zakażonymi wirusem HIV.
W kwietniu 2002 brała udział w pogrzebie swojej prababki, Elżbiety, królowej-matki, spotkała się również z osobami oczekującymi w kolejce na oddanie hołdu królowej.
W 2007 została globalną ambasadorką fundacji Street Child, założonej w 1993 przez księżną Yorku.
W 2010 jako pierwszy członek rodziny królewskiej ukończyła Maraton Londyński.
29 kwietnia 2011 wystąpiła w czasie ceremonii zaślubin swojego kuzyna, księcia Wilhelma, w kapeluszu, który wywołał wiele kontrowersji. Księżniczka postanowiła wykorzystać zainteresowanie nakryciem głowy i sprzedała go w maju na platformie aukcyjnej eBay za 81100,01 funtów. Zebrane pieniądze przeznaczyła na konta organizacji UNICEF i brytyjskiej fundacji Children in Crisis.
W kwietniu 2012 towarzyszyła swoim dziadkom we mszy w poniedziałek wielkanocny w York Minster.
W 2012 zaangażowana była w przygotowania do letnich igrzysk olimpijskich w Londynie. W Leeds była członkinią sztafety, niosącej znicz olimpijski i wzięła udział w biegu z okazji otwarcia Stadionu Olimpijskiego w Stratford.
We wrześniu 2012 zdobyła szczyt Mont Blanc wraz z grupą przyjaciół, by promować własną organizację charytatywną, Big Change.
W listopadzie 2012 została patronką York Musical Society.
19 kwietnia 2013 objęła patronatem Helen Arkell Dyslexia Centre. Księżniczka, u której w dzieciństwie rozpoznano dysleksję, regularnie wspiera dzieci walczące z tym schorzeniem.
26 lipca 2013 została ogłoszona królewskim patronem Forget Me Not Children’s Hospice w Londynie.
W 2014 towarzyszyła swojemu ojcu w oficjalnej podróży do Zjednoczonych Emiratów Arabskich.
W styczniu 2013 razem z księżniczką Eugenią uczestniczyła w oficjalnej wizycie dyplomatycznej do Niemiec. Siostry odwiedziły Berlin i Hanower.
W 2016 została sportretowana w serialu komediowym The Windsors, w rolę Beatrycze wcieliła się Ellie White.
W maju 2017 jako pierwsza w historii członkini brytyjskiej rodziny królewskiej ukończyła wyścig triathlonowy w Londynie.
W październiku 2018 poleciała do Laosu, gdzie wzięła udział w charytatywnym półmaratonie. 1 lutego 2019 w Pałacu Buckingham uczestniczyła w oficjalnym spotkaniu z brytyjskim ambasadorem Laosu i ambasadorem Laosu w Wielkiej Brytanii.
19 czerwca 2019 spędziła dzień w Edynburgu, odwiedzając lokalne organizacje charytatywne.
18 września 2019 wygłosiła przemówienie w czasie Woman for Leadership Conference w Nowym Jorku.
9 kwietnia 2021 zmarł jej dziadek, Filip, książę Edynburga. Księżniczka wzięła udział w ceremonii pogrzebowej na zamku Windsor oraz w mszy dziękczynnej za jego życie w opactwie westminsterskim w marcu 2022.
W czerwcu 2022 była gościem obchodów jubileuszu 70 lat panowania królowej Elżbiety II.
8 września 2022 zmarła babka księżniczki, królowa Elżbieta II, a nowym monarchą został jej stryj, król Karol III. 9 września Beatrycze udała się do Balmoral, by pożegnać babcię, a następnego dnia wraz z członkami rodziny królewskiej podziwiała pozostawione przez poddanych kwiaty i upominki. 13 września była obecna w Pałacu Buckingham w czasie powitania trumny z ciałem królowej; dzień później brała udział w ceremonii przeniesienia jej szczątków do Westminster Hall.
17 września Beatrycze razem ze swoją siostrą i ciotecznym rodzeństwem: księciem Wilhelmem, księciem Henrykiem, Peterem Phillipsem, Zarą Tindall, lady Ludwiką Mountbatten-Windsor i wicehrabią Jakubem wystąpili w 15-minutowym czuwaniu wnuków przy trumnie królowej w Westminster Hall. Wnuczki Elżbiety II zostały pierwszymi wnuczkami-kobietami monarchy w historii, które pełniły wartę w czasie wystawienia trumny na widok publiczny.
19 września w towarzystwie męża i matki wzięła udział w pogrzebie królowej w Opactwie Westminsterskim.
Księżniczka Beatrycze została jednym z czterech konsultantów stanu, jako czwarta w linii sukcesji do brytyjskiego tronu osoba, która ukończyła dwadzieścia jeden lat. Poza nią, funkcję tę pełnią książę Walii, książę Sussexu i książę Yorku. Rola ta oznacza, że może brać udział w posiedzeniach Privy Council i zastąpić monarchę, kiedy przebywa za granicą lub nie jest zdolny do wykonywania swoich obowiązków.
Reprezentowała dwór brytyjski na ceremonii zaślubin księcia Amadeusza z Belgii z Elżbietą Rosboch von Wolkenstein (Rzym, 2014) i księcia Krystiana z Hanoweru z Aleksandrą de Osmą (Lima, 2018).

### Media

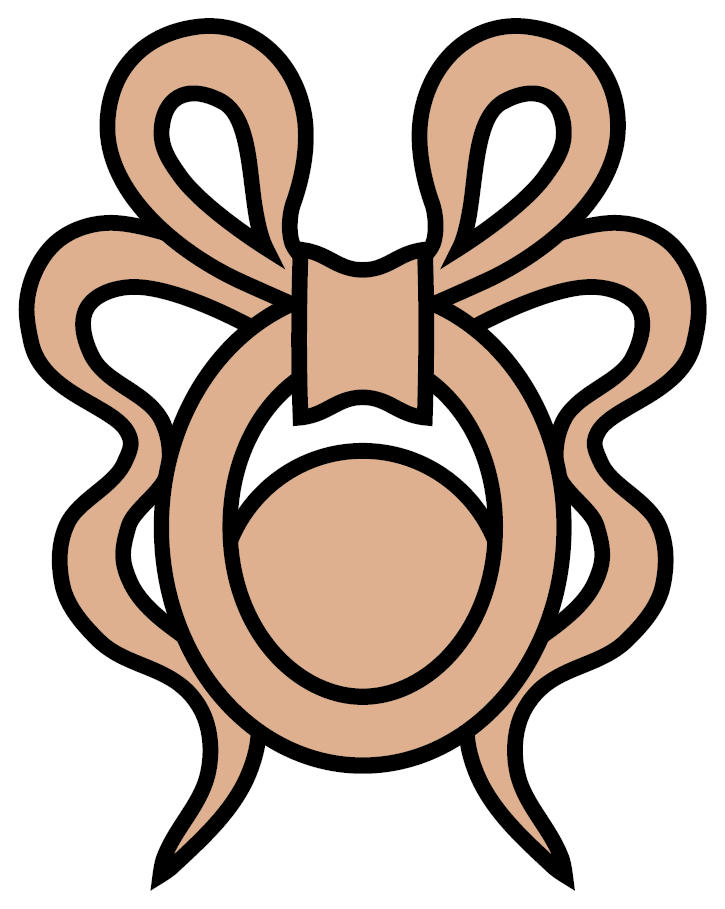
Wzór fascynatora księżniczki, w którym wystąpiła na ślubie księcia Wilhelma w 2011

9 grudnia 2016 książę Yorku wydał oświadczenie, w którym zaprzeczył nagłośnionemu przed media konfliktowi pomiędzy nim, a jego starszym bratem, księciem Walii. Rzekomy spór miał dotyczyć tego, że książę Andrzej zażądał, aby przyszli mężowie jego córek otrzymali tytuły hrabiowskie, podczas gdy książę Walii dąży do ograniczenia liczby tytułowanych członków rodziny królewskiej do osób, które są bezpośrednimi sukcesorami królowej.
W lipcu 2018 ujawniono, że Beatrycze posiada prywatne konto na Instagramie.
We wrześniowym wydaniu brytyjskiego Vogue ukazał się wywiad i sesja zdjęciowa księżniczki i jej siostry. Beatrice na łamach pisma wyraziła żal wobec mediów, które przez wiele dni krytykowały jej wybór kapelusza na ślub stryjecznego brata, księcia Wilhelma, w 2011, powodując u niej znaczny stres.

### Patronaty
- Jest założycielką organizacji The Big Change[63];
- Od 2007 jest globalną ambasadorką fundacji Street Child;
- Od listopada 2012 jest patronką York Musical Society;
- Od kwietnia 2013 jest królewskim patronem Helen Arkell Dyslexia Centre[64];
- Od lipca 2013 jest królewskim patronem Forget Me Not Children’s Hospice w Londynie[65];
- Od marca 2017 jest królewskim patronem Oscar’s Book Prize[66];
- Od 2018 jest ambasadorką Street Children UK;
- Od marca 2019 jest członkinią zarządu Outward Bound Trust;
- Jest królewskim patronem Edinburgh Children’s Hospital Charity[67];
- Jest patronką The Northwood African Education Foundation[68];
- Od lutego 2023 jest patronką British Skin Foundation[69].

## Życie prywatne
W lipcu 2005 zaczęła spotykać się z Paolo Liuzzo. Ich związek zakończył się w maju 2006 w cieniu skandalu – Amerykanin był zamieszany w sprawę zabójstwa studenta w Worcester w stanie Massachusetts.
W 2006 rozpoczęła relację z Dave’em Clarkiem, urodzonym w Stanach Zjednoczonych synem prawnika Michaela Clarka. Został jej przedstawiony przez księcia Wilhelma podczas przyjęcia urodzinowego Seana Bransona. W 2010 wspólnie ukończyli Maraton Londyński, a Clark coraz częściej towarzyszył rodzinie królewskiej w oficjalnych wystąpieniach. W sierpniu 2016 podano wiadomość o rozstaniu pary.
W listopadzie 2018 media poinformowały, że księżniczka spotyka się z Edoardo Mapellim-Mozzim, potomkiem włoskiej rodziny hrabiowskiej, synem hrabiego Alessandro Mapelli-Mozzi i jego byłej żony, Nikki Willams-Ellis. W grudniu po raz pierwszy pojawili się wspólnie na publicznym wydarzeniu, biorąc udział w ceremonii rozdania nagród w Nowym Jorku. W marcu 2019 Mapelli-Mozzi towarzyszył jej w pierwszym oficjalnym wystąpieniu w Portrait Gala.
26 września 2019 Pałac Buckingham w imieniu księcia i księżnej Yorku ogłosił zaręczyny Edoardo i Beatrycze. Księżniczka nie musiała prosić monarchy o wyrażenie zgody na ślub.
Edoardo związany był wcześniej z Darą Huang, z którą ma syna, Christophera Woolfa Mapelli-Mozzi, urodzonego w 2016.
Przygotowania do ślubu Beatrycze zostały przyćmione przez: kontrowersje związane z wycofaniem się jej ojca z pełnienia oficjalnych obowiązków w imieniu monarchy (listopad 2019), wybory parlamentarne w Wielkiej Brytanii (grudzień 2019), rezygnację z pracy w ramach rodziny królewskiej przez jej stryjecznego brata, księcia Sussexu i jego żonę (styczeń 2020) oraz pandemię wirusa SARS-CoV-2 (marzec 2020).
4 stycznia 2020 telewizja BBC poinformowała, że nie przeprowadzi transmisji na żywo z uroczystości, a następnego dnia taką samą decyzję podjęła stacja ITV (która transmitowała ślub księżniczki Eugenii w październiku 2018). 7 lutego poinformowano, że ślub pary (o charakterze uroczystości prywatnej) odbędzie się 29 maja w Kaplicy Królewskiej Pałacu Świętego Jakuba w Londynie, a po nim – na zaproszenie królowej – zorganizowane zostanie przyjęcie w Pałacu Buckingham. 18 marca rzecznik rodziny królewskiej poinformował, że księżniczka i jej narzeczony zrezygnowali z przyjęcia z powodu pandemii i rozważają prywatny ślub w gronie członków najbliższej rodziny. 16 kwietnia ślub i wesele zostały odwołane z powodu pandemii COVID-19.
17 lipca 2020 o godzinie 11:00 para zawarła związek małżeński w kościele anglikańskim w Kaplicy Wszystkich Świętych w Royal Lodge. W ceremonii, która odbyła się z przestrzaganiem obostrzeń, związanych z epidemią, uczestniczyło około dwudziestu gości. Media ani opinia publiczna nie były poinformowane o ślubie wcześniej, ale Pałac Buckingham potwierdził go po kilku godzinach spekulacji. Panna młoda wystąpiła w sukni należącej do jej babki, królowej Elżbiety II, zaprojektowanej w latach 60. przez Normana Hartnella. Na głowie miała natomiast tiarę królowej Marii, którą w dniu swoich ślubów używały królowa Elżbieta II i księżniczka Anna. Księżniczkę Beatrycze do ołtarza odprowadził jej ojciec, a świadkiem pana młodego był jego syn, Christopher. 18 lipca opublikowano dwa oficjalne zdjęcia z ceremonii, wykonane przez Benjamina Wheelera, w tym jedno, na którym znajdują się królowa i książę Edynburga. Uroczystość została sfinansowana z prywatnych środków narzeczonych.
Po ślubie księżniczka Beatrycze utraciła część tytułu „z Yorku” i odtąd jej tytuł to: Jej Królewska Wysokość Księżniczka Beatrycze, Pani Edoardo Mapelli-Mozzi. Mapelli-Mozzi ma pochodzenie arystokratyczne, natomiast jego tytuły są wyłącznie honorowe i nie mogą być oficjalnie używane.
19 maja 2021 Pałac Buckingham poinformował o pierwszej ciąży księżniczki. Córka pary, której nadano imiona Sienna Elizabeth, urodziła się 18 września 2021 o godzinie 23:42 w Chelsea and Westminster Hospital w Londynie i zajęła 11. miejsce w linii sukcesji brytyjskiego tronu. Jest dwunastą prawnuczką królowej Elżbiety II i czwartym prawnukiem urodzonym w 2021, a także drugim urodzonym po śmierci księcia Filipa.
1 października 2024 biuro Pałacu Buckingham ogłosiło, że księżniczka jest w kolejnej ciąży. 22 stycznia 2025 Chelsea and Westminster Hospital w Londynie urodziła się przedwcześnie jej druga córka, Athena Elizabeth Rose Mapelli-Mozzi i zajęła 11. miejsce w linii sukcesji brytyjskiego tronu.

## Genealogia
Księżniczka Beatrycze w linii męskiej jest potomkinią greckich królów. Jej dziadek, Filip, książę Edynburga, urodził się w 1921 roku w Atenach jako książę Grecji i Danii. Został ochrzczony w Kościele prawosławnym. Przed ślubem z księżniczką Elżbietą zrzekł się swoich tytułów i przyjął nazwisko Lord Mountbatten (tłumaczenie na język angielski niemieckiego nazwiska Battenberg). Żona uczyniła go księciem Wielkiej Brytanii i nadała tytuł księcia Edynburga. Beatrycze jest praprawnuczką Jerzego I, króla Greków i genealogicznie należy do dynastii Glücksburgów.
Ze strony babki jest potomkinią królów Anglii i Wielkiej Brytanii. Królowa Elżbieta wstąpiła na tron po śmierci ojca, który na tym miejscu zastąpił swojego starszego brata, króla Edwarda VIII. Królowa Elżbieta i książę Filip również byli ze sobą spokrewnieni; ich wspólną przodkinią była królowa Wiktoria.
Matka księżniczki, Sara, także ma arystokratycznych przodków. Jest potomkinią Karola II, króla Anglii i Szkocji oraz kilku angielskich książąt. Poprzez księżną Yorku Beatrycze spokrewniona była między innymi z Dianą, księżną Walii.

### Przodkowie
| Osoba                                                | Rodzice                                   | Dziadkowie                                                                      | Pradziadkowie                                                                     |
| Księżniczka Beatrycze z d. księżniczka Yorku (1988-) | Andrzej, książę Yorku (1960–)             | Filip, książę Edynburga (1921-2021)                                             | Książę Andrzej z Grecji i Danii (1882-1944)                                       |
| Księżniczka Beatrycze z d. księżniczka Yorku (1988-) | Andrzej, książę Yorku (1960–)             | Filip, książę Edynburga (1921-2021)                                             | Alicja, księżna Andrzej z Grecji i Danii z d. księżniczka Battenbergu (1885-1969) |
| Księżniczka Beatrycze z d. księżniczka Yorku (1988-) | Andrzej, książę Yorku (1960–)             | Elżbieta II, królowa Zjednoczonego Królestwa z d. księżniczka Yorku (1926-2022) | Jerzy VI, król Zjednoczonego Królestwa (1895-1952)                                |
| Księżniczka Beatrycze z d. księżniczka Yorku (1988-) | Andrzej, książę Yorku (1960–)             | Elżbieta II, królowa Zjednoczonego Królestwa z d. księżniczka Yorku (1926-2022) | Elżbieta, królowa Zjednoczonego Królestwa z d. Bowes-Lyon (1900-2002)             |
| Księżniczka Beatrycze z d. księżniczka Yorku (1988-) | Sara, księżna Yorku z d. Ferguson (1959-) | Ronald Ferguson (1931-2003)                                                     | Andrew Ferguson (1899-1966)                                                       |
| Księżniczka Beatrycze z d. księżniczka Yorku (1988-) | Sara, księżna Yorku z d. Ferguson (1959-) | Ronald Ferguson (1931-2003)                                                     | Lady Marian Elmhirst z d. Montagu-Douglas-Scott (1908-1996)                       |
| Księżniczka Beatrycze z d. księżniczka Yorku (1988-) | Sara, księżna Yorku z d. Ferguson (1959-) | Susan Barrantes z d. Wright (1937-1998)                                         | Fitzherbert Wright (1905-1975)                                                    |
| Księżniczka Beatrycze z d. księżniczka Yorku (1988-) | Sara, księżna Yorku z d. Ferguson (1959-) | Susan Barrantes z d. Wright (1937-1998)                                         | Doreen Wright z d. Wingfield (1904-1991)                                          |

### Potomkowie
| Dzieci                                      | Wnuki | Prawnuki |
| Sienna Mapelli-Mozzi (2021 –)               |       |          |
| Athena Elizabeth Rose Mapelli-Mozzi (2025-) |       |          |

## Tytuły
| Od              | do            | Tytuł                                                                    |
| 8 sierpnia 1988 | 17 lipca 2020 | Jej Królewska Wysokość Księżniczka Beatrycze z Yorku                     |
| 17 lipca 2020   | nadal         | Jej Królewska Wysokość Księżniczka Beatrycze, Pani Edoardo Mapelli-Mozzi |